# Pomacentrus vaiuli
Pomacentrus vaiuli – gatunek morskiej ryby okoniokształtnej z rodziny garbikowatych (Pomacentridae). 

## Występowanie
Gatunek ten występuje w wodach tropikalnych i subtropikalnych Oceanu Spokojnego od Moluków na wschód do Samoa, na północ po japońskie Wyspy Izu i na południe po Rowley Shoals we wschodniej części Oceanu Indyjskiego i Nową Kaledonię. Zaobserwowano je w pobliżu raf koralowych na głębokości do 45 metrów.

## Charakterystyka
Osiągają do 10 centymetrów długości. Są samotnikami. Żywią się glonami nitkowatymi oraz małymi bezkręgowcami. W czasie tarła wykazują się partnerstwem. Samce pilnują i napowietrzają złożone jaja. 